# Apomecyna flavomarmorata
Apomecyna flavomarmorata là một loài bọ cánh cứng trong họ Cerambycidae.